# Hekwerk roeivereniging De Hoop

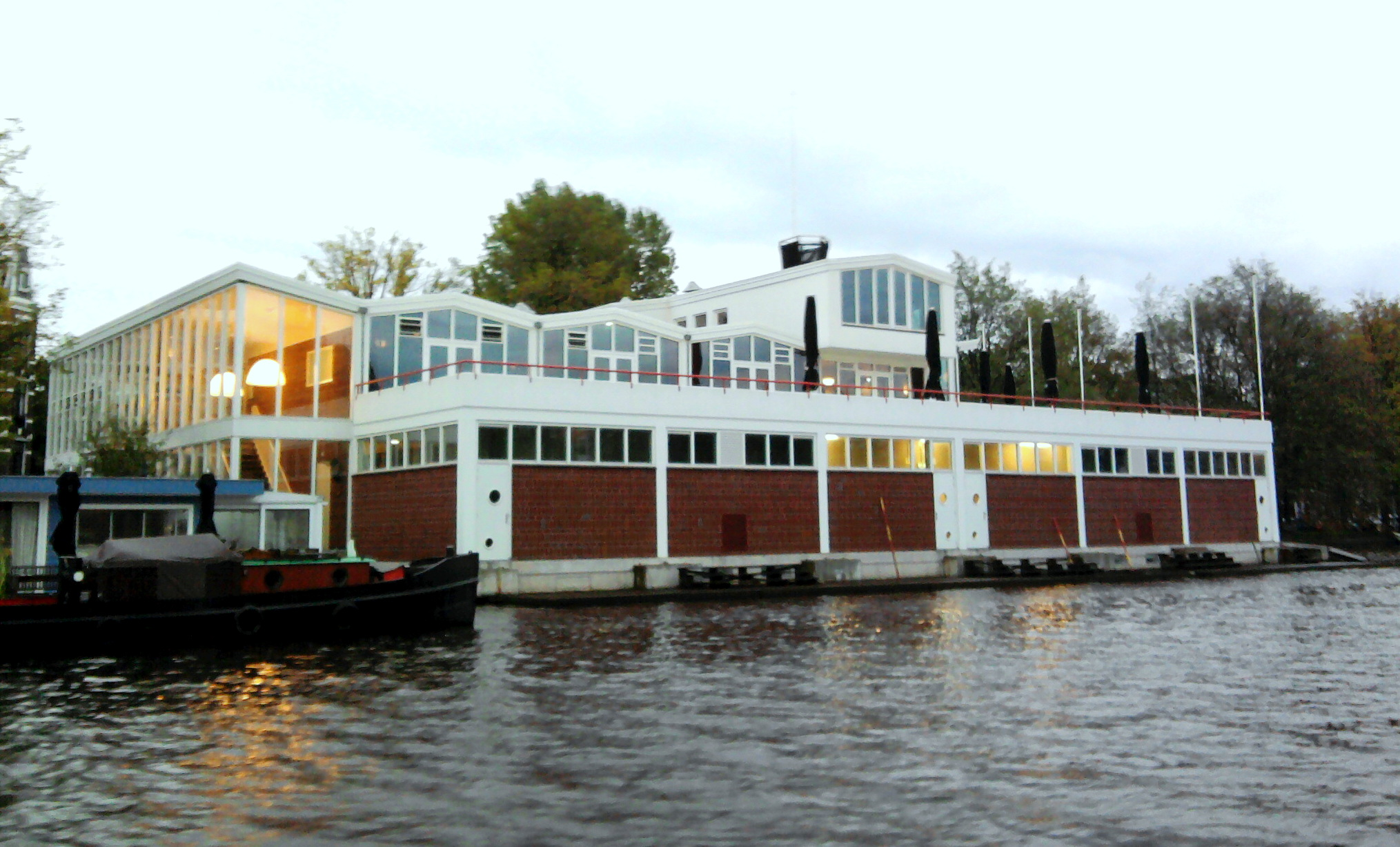
Clubgebouw vanaf het water in 2011

Het Hekwerk roeivereniging De Hoop is toegepaste kunst (functioneel kunstwerk) aan de Weesperzijde, Amsterdam-Oost. Het ontwerp is van Ruud-Jan Kokke.

## Gebouw
Op Weesperzijde 1046 (toen nog huisnummer 65) verrees in 1949/1950 een clubgebouw, botenstalling en twee bovenwoningen voor gezinnen en een CV-ruimte  ten behoeve van de "Koninklijke Amsterdamse Roei- en Zeilvereniging De Hoop". Zij had architect Auke Komter ingeschakeld bij het ontwerp. Het gebouw wordt gekenmerkt door grote baksteenoppervlakten tussen de kolommen. Afwisseling werd verkregen in de metselverbanden (wisseling tussen horizontaal en verticaal gelegde stenen). De bovenbouw en een toegang zijn aanmerkelijk lichter uitgevoerd met veel glas.

## Hekwerk
Diezelfde watersportvereniging dan sterk afgekort tot KARZV De Hoop schakelde in de jaren twintig van de 21e eeuw kunstenaar Ruud-Jan Kokke in, die zichzelf omschrijft als een handige timmerman. Vanuit die handigheid kwamen allerlei voorwerpen tot stand, van meubels tot hekwerken tot poort. In die middelste categorie had hij in Amsterdam naam opgebouwd als ontwerper van de Voetbalkooi Geschutswerf (1998), het Hekwerk Olympiaplein (2004-2008) en de Toegang Botanische tuin Zuidas (2016). De watersportvereniging wilde een nieuw hekwerk voor haar 176-jarig bestaan. Kokke vond het een uitdaging voor een in zijn ogen “klein hekwerk”; hij was immers bezig (geweest) met groot werk voor restauratie, renovatie van het Stadhuis van Arnhem en het voorliggende plein als ook een poort voor de herinrichting van het Tweede Weteringplantsoen. Kokke bracht een bezoek en zag in de botenloods een hele rij roeispanen tegen elkaar staan en vertaalde dat naar een hekwerk. Hij vertelde tegen Marjolein de Cocq van Het Parool dat hij “het hekwerk al had zien staan en dat hij het alleen nog naar buiten moest brengen”. Het werden 100 kruislings geplaatste roeiriemen (big blades) in knalrood metaal uitgevoerd op een muurtje dat als sokkel dient; ook kreeg het een toegangspoort.